# シャッターコーン
シャッターコーン（shatter cone）とは、クレーターの内部の岩肌などに形成され得る、表面に無数の溝を持った岩石のことである。なお、片仮名表記ではシャタコーンと書かれる場合もある。

## 解説
シャッターコーンは、普通隕石の衝突によって形成されるものの、例えば大規模な地下核実験などの核爆発の際に形成されることもある。2005年現在までにおいて、シャッターコーンがこの2つ以外の場所で形成された例は知られていない。岩石の表面に対して2 - 30GPaの強力な圧力がかかる爆発に暴露されると、シャッターコーンが形成され得るとされている
。シャッターコーンは、ほぼ円錐形で、円錐の頂点から放射する細い溝を持つ。シャッターコーンは、小さなものでは2.5センチメートル、大きなものでは数メートルまで達するものもある。 長さ10メートル以上の非常に大きなものが、カナダのスレート諸島（Slate Islands）から発見されている。 円錐状のシャッターコーンの軸は、一般に衝突中心から放射状に外向きになっており、複数のシャッターコーンの軸の向きから、大体の衝突中心を推測できる。

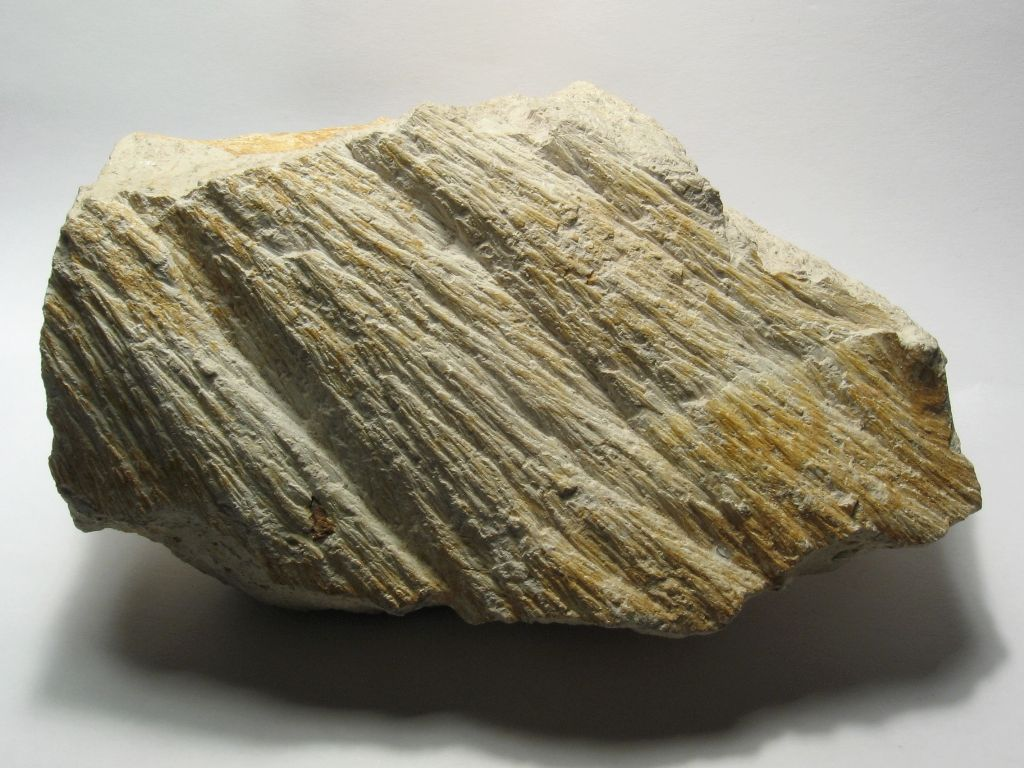
シュタインハイム・クレーター（ドイツ）から見つかったシャッターコーン
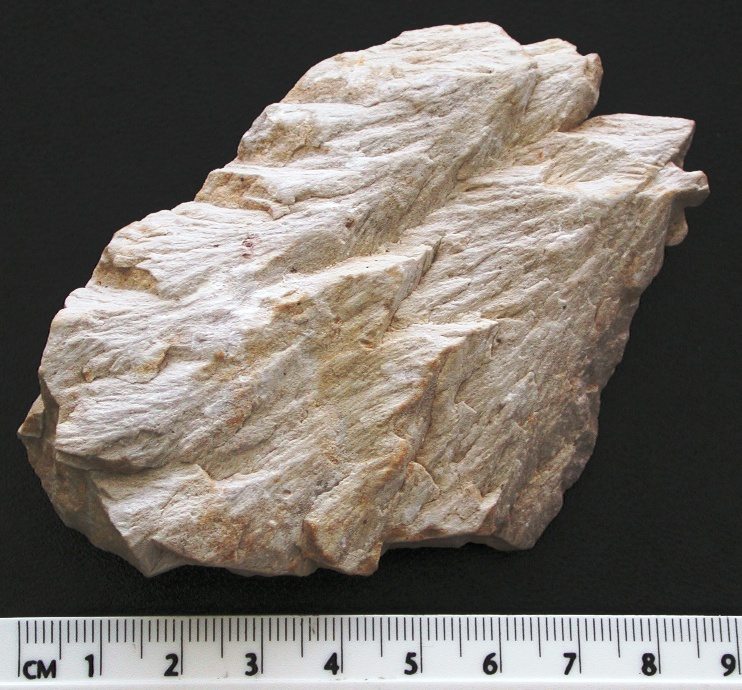
ウェルズ・クリーク・クレーター（アメリカ）のドロマイトから見つかったシャッターコーン
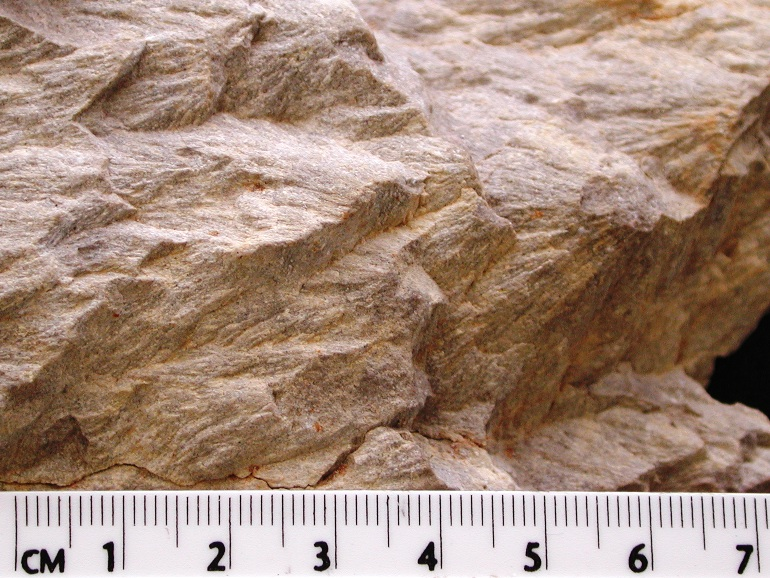
ウェルズ・クリーク・クレーター（アメリカ）から見つかったシャッターコーンの拡大